# Андрей Фурсов
Андрей Илич Фурсов е съветски и руски учен-историк, социален философ, общественик, публицист, организатор на науката. Кандидат на историческите науки.
Андрей Фурсов е роден на 16 май 1951 г. Шчолково, Московска област, РСФСР, СССР. Завършва история в МГУ. В периода 1997 – 2006 г. ръководи Института за руска история към Руския държавен хуманитарен университет. Член е на Съюза на писателите на Русия. Според резултати от интернет гласуване на научното общество през 2000 – 2004 г. за 2005 г. и 2006 г. Фурсов е сред 100-те водещи социално-хуманитарни мислители на Русия. Действителен член (академик) от 2009 г. на Австрийската академия на науките. Той е главен редактор на списанието „Ориентализъм и африканистика“ (чуждестранна литература) и член на експертния съвет на „Политически журнал“ и на Руския интелектуален клуб.
Член е на експертните съвети на известните издания „Геополитика“ и „Политически журнал“. Член на Интелектуалния и Изборския клуб (общност от известни експерти (предимно с консервативни убеждения), специализирани в изучаването на руската външна и вътрешна политика). От 2010 г. Фурсов е член на Съюза на писателите на Русия. Изнася популярни сред аудиторията лекции в собственото си училище по анализи. В публичните си изказвания коментира най-актуалните проблеми на съвремието, придружавайки ги с интересни исторически паралели, оригинални заключения. Използва големи обеми уникални архивни материали.

## Андрей Фурсов на български
- Фурсов, Андрей. Водораздел. Бъдещето, което вече настъпи.   София, Изток – Запад, 2021. ISBN 9786190108993. с. 270.
- Фурсов, Андрей. Оргазмът на богомолката.   София, Изток – Запад, 2022. ISBN 9786190110651. с. 256.